# Urla
Urla est une ville côtière de la province d'İzmir, en Turquie, située sur la péninsule d'Urla, une petite péninsule du golfe d'İzmir. La ville compte 42 559 habitants et le district 49 774 habitants (2009).
Le nom d’Urla dérive du grec moderne : Βουρλά (Vourla, « marais »). La ville est située à l'emplacement de la ville antique de Clazomènes, dont le nom survit encore de nos jours à travers le toponyme Kilizman, la désignation locale de la côte.

## Démographie
| 1990   | 1997   | 2000   | 2007   | 2009   |
| ------ | ------ | ------ | ------ | ------ |
| 25 648 | 29 744 | 36 579 | 41 058 | 42 559 |

## Personnalités liées à la ville
- Níkos Milióris (1896-1983), écrivain et officier militaire grec, né à Urla.
- Georges Séféris (1900-1971), poète grec, prix Nobel de littérature en 1963, né à Urla.
- Necati Cumalı (1921-2001), romancier turc, né à Flórina, en Grèce, et dont la famille s'est installée à Urla après les accords d'échanges de population de 1923.